# Maurice Audin
Maurice Audin (14 de febrero de 1932, Béja, Túnez - tras el 11 de junio de 1957, Argel, Argelia) fue un matemático francés, asistente en la Universidad de Argel, miembro del Partido Comunista Argelino y activista de la causa anticolonialista. Actuó como cómplice de los resistentes independentistas del FLN que asolaban la capital argelina con atentados. Murió ejecutado, tras ser torturado, por los paracaidistas que le habían detenido durante la Batalla de Argel.
En el centro de Argel, además de la universidad, la intersección de calles que llevan por nombre varios otros héroes de la guerra de Independencia de Argelia, recibe el nombre de Plaza Maurice-Audin.